# LAC Veltins Hochsauerland

Das LAC Veltins Hochsauerland ist ein Verbund von Leichtathletikvereinen im Kreis Hochsauerland. LAC steht dabei kurz für Leichtathletikcentrum. Wirtschaftlich unterstützt wird das LAC durch den Sponsor Veltins, eine im Sauerland ansässige Brauerei. Eine weitere finanzielle Stütze ist der eingerichtete Förderverein.

## Geschichte
Entstanden ist der Verein im Jahr 1997 durch den Zusammenschluss zweier damals schon länger bestehender Leichtathletikgemeinschaften im Hochsauerland zu diesem Centrum. Mit den Jahren schlossen sich weitere kleine Vereine der Gemeinschaft an und so stellt das LAC mit aktuell 20 Mitgliedsvereinen mittlerweile den flächengrößten Leichtathletikverein Deutschlands dar.

## Vorstand und Trainer
1. Vorsitzender des Vereins ist Lothar Kramer, 2. Vorsitzender Volker Lehmenkühler. Neun weitere Vorstandsmitglieder sowie zahlreiche im Hintergrund arbeitende Personen ermöglichen das Funktionieren des Vereins.
Vier Haupttrainer betreuen die Athleten in ihrem Training und bei ihrem Wettkämpfen.
Die meiste Arbeit im Verein geschieht ehrenamtlich.

## Mitgliedsvereine
Der Zusammenschluss vieler kleiner Vereine ermöglicht es diesen, starke Trainingsgruppen aufzustellen und ein Trainingslager zu organisieren.
Folgende 20 Mitglieder gehören zur Leistungsgemeinschaft:
TV Arnsberg, TuS Bödefeld, TuS Bruchhausen, TV Calle, BC Eslohe, VfL Fleckenberg, TV Fredeburg, TuRa Freienohl, TV Herdringen, SSV Meschede, TuS Müschede, TV Neheim, TuS Niedereimer, TuS Oeventrop, TV Ostwig, TuS Rumbeck, TV Schmallenberg, TuS Valmetal, TuS Velmede-Bestwig, R.W. Wenholthausen.

## Trainingslager
Jedes Jahr fahren die Trainer und Sportler des Vereins für 8 bis 10 Tage über Ostern in ein gemeinsames Trainingslager. Hauptteilnehmer sind Schüler und Jugendliche. Sie werden aufgeteilt in eine Techniker-Trainingsgruppe und eine reine Laufgruppe. Trainingslager fanden bisher in Spanien, Italien, Kroatien und Deutschland statt. Meist fällt die Wahl auf Konstanz oder Freiburg. In Gruppen bewältigen die Athleten dort in Stadion, Wald und Halle bis zu drei Trainingseinheiten pro Tag.